# Anacolosa casearioides
Anacolosa casearioides är en tvåhjärtbladig växtart som beskrevs av Cavaco & Keraudr.. Anacolosa casearioides ingår i släktet Anacolosa och familjen Aptandraceae. Inga underarter finns listade i Catalogue of Life.